# كارل روث الثاني
كارل روث الثاني هو شخصية أعمال سويدي، ولد في 12 أكتوبر 1753 في ستوكهولم في السويد، وتوفي في 30 نوفمبر 1832 في Karlstad Municipality ‏ في السويد.